# Sint-Jan Baptistkerk (Staden)

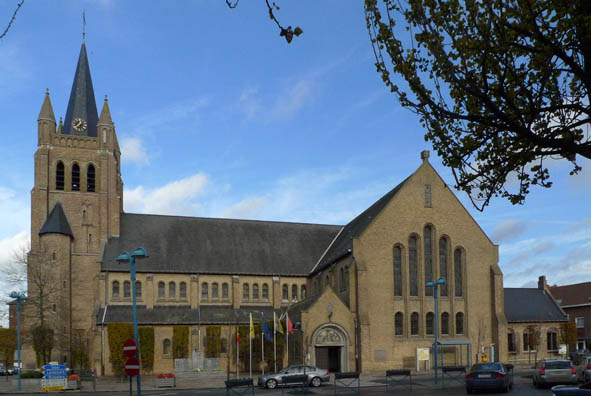
Sint-Jan Baptistkerk in Staden

De Sint-Jan Baptistkerk (ook:Sint-Jan den Doper-kerk) is de parochiekerk van de West-Vlaamse plaats Staden. De kerk is gelegen aan Marktplaats 1.

## Geschiedenis
De eerste kerk van Staden zou in de 12e of 13e eeuw gebouwd zijn. Het patronaatsrecht kwam toe aan het kapittel van Doornik. In de 15e of begin 16e eeuw werd dit bouwwerk vervangen door een laatgotische hallenkerk, met een achtzijdige vieringtoren op vierkante basis. De kerk werd in 1566 getroffen door de beeldenstorm en in 1658 door brand. De kerk werd hersteld, waarna in 1751  het oostelijke koor werd afgebroken. Vervolgens werd een westelijk koor gebouwd, waardoor de vieringtoren in het oosten kwam te staan. De kerk werd tijdens de Eerste Wereldoorlog vanaf juli 1917 zwaar beschadigd door Engelse bommen. De Duitsers bliezen ten slotte begin 1918 de toren op.
Van 1920-1922 werd de kerk herbouwd onder leiding van Thierry Nolf. Nu betrof het een driebeukige hallenkerk met transept en westtoren. Deze kerk werd tijdens de Tweede Wereldoorlog in de nacht van 31 juli 1943 gebombardeerd. Er kwamen 5 fosforbrandbommen in en rond de kerk terecht. De hulp van vele brandweerkorpsen kon niet baten. De kerk had een houten dakbedekking, waardoor het vuur zich razendsnel verspreidde. Niet alleen de kerk, maar ook 23 huizen liepen brandschade op. Kunstschilder Roger Noyez schilderde de brandende kerk.
De huidige kerk werd gebouwd tussen 1 februari 1951 en 17 november 1953, naar ontwerp van Willem Nolf. Deze kerk werd ingewijd in 1954. Er kwam, met behoud van bepaalde muurdelen van de voorganger, en de toren, een kerk met neoromaanse elementen tot stand.

## Gebouw
Het betreft een bouwwerk in gele baksteen met voorgebouwde westtoren, welke vier hoektorens op de trans heeft en geflankeerd wordt door een traptoren. Het is een basilicale kruiskerk. Het interieur wordt overkluisd door betonnen tongewelven.

## Guido Gezelle, Eduard Van den Bussche en de Sint-Jan Baptistkerk

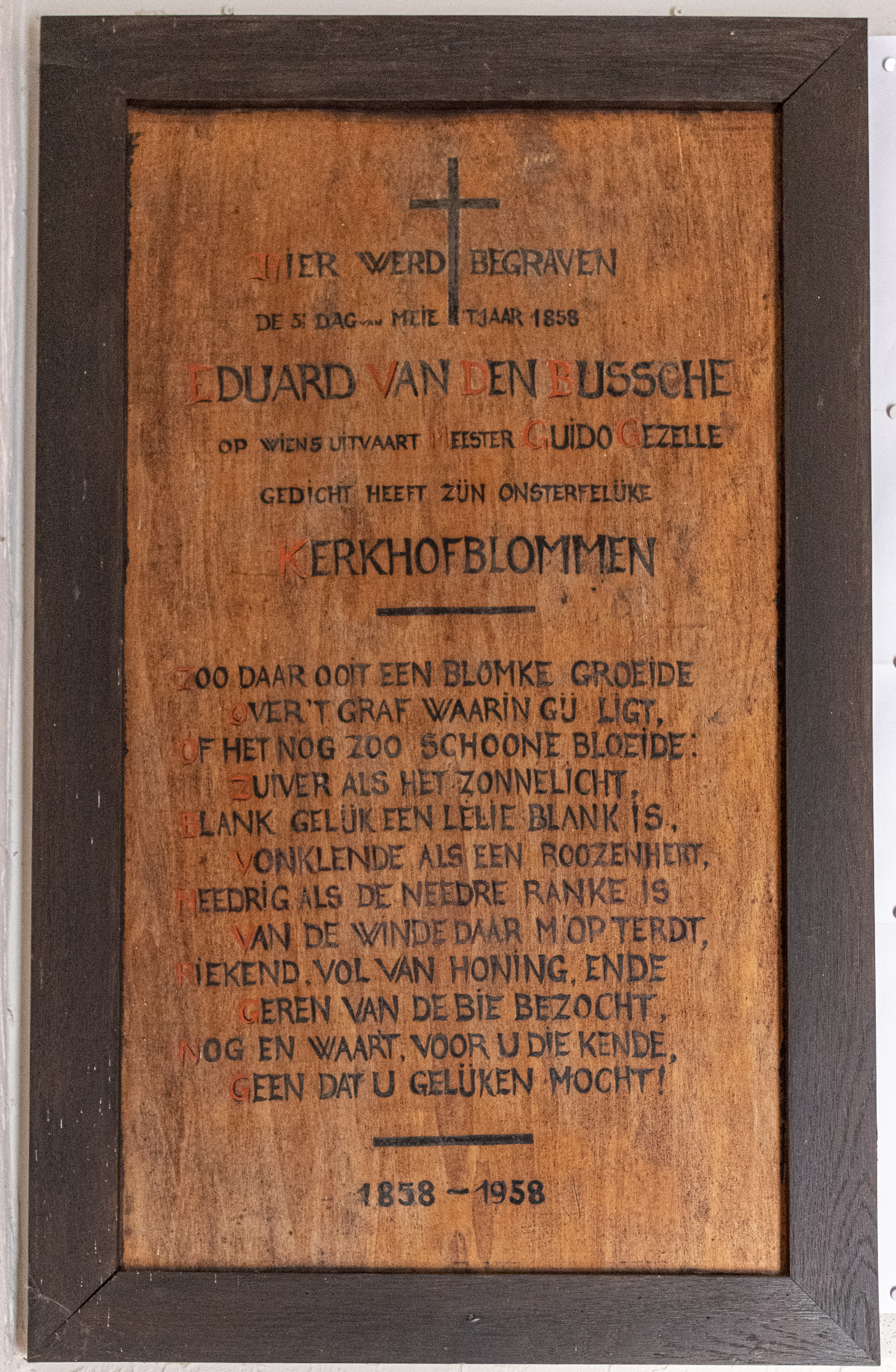

Op 3 mei 1858 overleed de achttienjarige Stadenaar Eduard Van den Bussche, leerling in de klas van Guido Gezelle. Hij zou in de vergetelheid zijn geraakt, ware het niet dat de jonge leraar-dichter Gezelle aan hem en aan zijn uitvaart een meesterwerk wijdde onder de titel Kerkhofblommen, waarin ook de gemeente Staden prominent aanwezig was.
Honderd jaar later werd aangetoond dat zowel de Meester als de leerling niet vergeten waren. In het zuidportaal van de Sint-Jan Baptistkerk werd een gedenksteen geplaatst, in herinnering aan Eduard Van den Bussche, aan Guido Gezelle en aan de Kerkhofblommen.

## Actueel
Sinds 2004 vormt Sint-Jan samen met de parochies Sint-Bavo Westrozebeke, Onze-Lieve-Vrouw Oostnieuwkerke en de Sint-Eligiusparochie op de Vijfwegen de pastorale eenheid Sint-Anna Staden.